# نمایش ده‌دهی
نمایش ده‌دهی یا نمایش اعشاری یک عدد حقیقی غیرمنفی r عبارتی است که معمولاً به صورت یک سری به شکل یک جمع نوشته می‌شود:
{\displaystyle r=\sum _{i=0}^{\infty }{\frac {a_{i}}{10^{i}}}}
که a0 یک عدد صحیح غیرمنفی است و a1, a2, … اعداد صحیحی اند که شرط ۰ ≤ ai ≤ ۹  را احراز می‌کنند و رقوم نمایش ده‌دهی خوانده می‌شوند. دنبالهٔ این اعداد ممکن است منتهی باشد، که در آن صورت هر رقم aiدر برابر صفر در نظر گرفته می‌شود.
عدد مشخصی شده توسط نمایش ده‌دهی معمولاً به‌شکل خلاصه
{\displaystyle r=a_{0}.a_{1}a_{2}a_{3}\dots .}
نوشته می‌شود که به این معناست که a0 بخش عدد صحیح r است و لزوماً بین ۰ و ۹ نیست و a1, a2, a3, … رقم بخش اعشاری r هستند.
هر دو نمادگذاری بالا بنابر تعریف برابر حد دنباله زیر هستند: